# Stypendia m.st. Warszawy im. Jana Pawła II
Stypendia m.st. Warszawy im. Jana Pawła II – jeden z najstarszych samorządowych programów stypendialnych w Polsce.
Stypendia m.st. Warszawy im. Jana Pawła II powołała w 2005 r. Rada Miasta Stołecznego Warszawy. Rokrocznie ze wsparcia finansowego może korzystać ponad 250 uczniów i studentów uczących się w Warszawie, którzy mimo trudnych warunków materialnych, rodzinnych lub zdrowotnych osiągają dobre wyniki w nauce oraz wykazują się działalnością i osiągnięciami naukowymi, artystycznymi, sportowymi bądź zaangażowaniem społecznym.
Stypendia przyznawane są na rok szkolny i akademicki w miesięcznej wysokości od 200 do 1500 zł. W latach 2005–2020 przyznano ponad 9000 stypendiów uczniom i studentom ze stołecznych szkół i uczelni.
Stypendia to nie tylko pomoc finansowa, ale także autorski program edukacyjny, który umożliwia jego uczestnikom wszechstronny rozwój, zapewnia możliwość realizowania własnych pomysłów, pobudza do podejmowania nowych wyzwań i stawiania sobie ambitnych celów oraz uczy funkcjonowania we wspólnocie.
Operatorem programu stypendialnego jest Centrum Myśli Jana Pawła II.